# Kolar
Kolar (kannada: ಕೋಲಾರ) – miasto w południowych Indiach, na wyżynie Dekan, w stanie Karnataka. Około 113,3 tys. mieszkańców.
W tym mieście rozwinęło się rzemiosło, a także przemysł włókienniczy, skórzany oraz spożywczy.